# Latvia International 2021
Die Latvia International 2021 im Badminton fanden vom 26. bis zum 29. August 2021 in Jelgava statt.

## Sieger und Platzierte
| Disziplin    | Gold                                   | Silber                                  | Bronze                               |
| ------------ | -------------------------------------- | --------------------------------------- | ------------------------------------ |
| Herreneinzel | Meiraba Luwang Maisnam                 | Alex Lanier                             | Danylo Bosniuk                       |
| Herreneinzel | Meiraba Luwang Maisnam                 | Alex Lanier                             | Kok Jing Hong                        |
| Dameneinzel  | Polina Buhrova                         | Maryja Stoljarenko                      | Daniella Gonda                       |
| Dameneinzel  | Polina Buhrova                         | Maryja Stoljarenko                      | Nerea Ivorra                         |
| Herrendoppel | Muhammad Nurfirdaus Azman Yap Roy King | Junaidi Arif Muhammad Haikal            | Kristjan Kaljurand Raul Käsner       |
| Herrendoppel | Muhammad Nurfirdaus Azman Yap Roy King | Junaidi Arif Muhammad Haikal            | Ondřej Král Adam Mendrek             |
| Damendoppel  | Low Yeen Yuan Valeree Siow             | Martina Corsini Judith Mair             | Dominika Kwasnik Kornelia Marczak    |
| Damendoppel  | Low Yeen Yuan Valeree Siow             | Martina Corsini Judith Mair             | Maryja Stoljarenko Yelyzaveta Zharka |
| Mixed        | Yap Roy King Valeree Siow              | Muhammad Nurfirdaus Azman Low Yeen Yuan | Jaka Ivančič Lia Šalehar             |
| Mixed        | Yap Roy King Valeree Siow              | Muhammad Nurfirdaus Azman Low Yeen Yuan | Wiktor Trecki Magdalena Świerczyńska |